# Протеазома
Протеазома е голям белтъчен комплекс, характерен за всички еукариоти и архебактерии, както и за някои еубактерии. При еукариотните организми се разполага в клетъчното ядро и в цитоплазмата. Основната функция на протеазомата е да разгражда непотребни или повредени белтъци чрез протеолиза (химическа реакция на разкъсване на пептидна връзка). Ензимите, които катализират такива реакции се наричат протеази. Протеазомите са в основата на механизъм, чрез който клетките регулират концентрацията на редица белтъци и се освобождават от белтъци с неправилна структура. Процесът на разграждане първоначално води до формирането на полипептидни фрагменти с дължина от седем до осем аминокиселини. Впоследствие става допълнително разграждане до свобони аминокиселини, които се използват отново в биосинтезата на белтъци. Белтъците в клетката се маркират за разграждане, чрез ковалентното прикачване на молекули убиквитин. Реакцията на маркиране се катализира от ензими, наречени убиквитин-лигази. Веднъж след прикачването на първата молекула убиквитин, процесът продължава с прикачването на втора молекула към първата и т.н., като по този начин се формира т.нар. полиубиквитинова верига върху протеина. Полиубиквитиновата опашка е сигнал за взаймодествие с протеазомата и прицелния белтък се подлага на разграждане.
В структурно отношение, протеазомата представлява бъчвообразен белтъчен комплекс със сърцевина от четири отделни пръстена разположени един върху друг около централна празнина. Всеки пръстен е изграден от седем отделни белтъка, всеки означаван като субединица. Вътрешната двойка пръстени е изградена от β субединици, в рамките на които са съсредоточени шест протеазни активни центъра. Тези центрове, където се извършва и същинското разграждане на белтъци са разположени във вътрешността на пръстените, затова прицелния белтък трябва да навлезе по някакъв начин в празнината. Външните два пръстена, изградени от α субединици формират своеобразна „врата“ през която белтъците биват прокарвани към вътрешността на структурата. α субединиците от своя страна са свързани с т.нар. „капаци“. Капаците са регулаторните части от двете страни на бъчвообразната структура, където става разпознаването на полиубиквитиновата верига, разгъването на прицелния белтък и подпомагането му за разграждане.
Цялостната система от ензими свързани с убиквитиновия метаболизъм, убиквитина и самата протеазома е известна като „убиквитин-протеазомна система“.
Пътят на разгаждането на белтъци посредством протеазомния комплекс е есенциално важен за редица процеси, свързани с клетъчния цикъл, експресията на белтъци и дори в клетъчния отговор към оксидативен стрес. Значението на протазомната протеолиза и ролята на убиквитина е повод за връчването на Нобелова награда за химия през 2004 година на Аарон Цихановер, Аврам Хершко и Ъруин Роуз.

## Структура и организация
Основните структурни компоненти на протеазомата се означават съгласно техния седиментационен коефициент в Сведберги (отбелязван с латинското S). Най-често срещаната форма на протеазомата е известна като 26S протеазома. Това е протеинов комплекс с молекулна маса около 2000 kDa съдържащ една 20S сърцевинна частица и две 19S регулаторни частици (т.нар. капаци). Сърцевинната частица притежава централно разположена кухина, където става същинското разграждане на белтъци, докато отворите от двете страни на кухината са местата за навлизане на полипептидната верига на белтъка предназначен за разграждане. Всяка 20S частица асоциира с две 19S регулаторни частици. В регулаторните частици са съсредоточени множество АТФазни активни центрове и убиквитин-свързващи центрове. 19S частиците са отговорни за разпознаването на полиубиквитилираните белтъци и насочването им към сърцевинната частица. Съществува и алтернативна форма на регулаторните частици, означавана като 11S, която асоциира към сърцевинната частица по аналогичен начин, но взима участие в разпознаването и подготовката за разграждане на чужди белтъци (например такива получени след инфекция на клетката с вирусни частици) .

### 20S сърцевинна частица
Броят и разнообразието на субединиците на 20S сърцевинната частица частица зависи от конкретния организъм. Броят на възможните структурни компоненти е по-голям при многоклетъчните организми в сравнение с едноклетъчните, както и при еукариотните протеазоми в сравнение с прокариотните аналози. Общата структура на 20S сърцевинната частица включва четири отделни пръстена, всеки със седем субединици. Морфологично може да бъде оприличена на бъчва. Външните два пръстена са изградени от α субединици (изцяло структурни компоненти), които изпълняват две важни функции — осигуряват платформа за свързване на регулаторните 19S частици и създават бариерен механизъм към вътрешността на структурата, възпрепятстващ случайното навлизане на белтъци към деструктивната част. Вътрешните два пръстена са изградени от β субединици и именно в тях е съсредоточена каталитичната функция - протеазните активни центрове. Размерите на 20S сърцевинната частица са относително постоянни при различните еукариотни организми - 150 Å на 115 Å. Вътрешната кухина е широка около 53 Å в диаметър в най-широката си част, но към краищата на външните пръстени се стеснява до 13 Å. Това стеснение предполага най-малкото частична денатурация на полипептидните вериги, предназначени за разграждане .
При архебактериите, като например Thermoplasma acidophilum всички субединици от α тип са идентични, както и всички субединици от β тип. При дрожди има седем различни субединици от всеки тип, докато при бозайниците съществуват често повече от седем различни варианта.

### 19S регулаторна частица
19S регулаторната частица при еукариотните организми се състои от поне 19 различни протеини (субединици) и структурно може да се разглежда съставена от две отделни части, сглобявани поотделно – основа от 10 белтъка, свързваща се директно към α-пръстените на 20S сърцевинната частица и капак от 9 отделни белтъка, основно отговорен за свързването на полиубиквитинови вериги.
Шест от общо десетте протеини на основата притежават АТФазна активност. Свързването на 19S и 20S частиците изисква присъствието на АТФ в местата за АТФазните активни центрове на 19S частицата . От друга страна разграждането на АТФ доставя енергия за разграждането на белтъците, като тази енергия е необходима най-малкото за разгъването на полипептидната верига , отварянето на канала в сърцевинната частица  или комбинация от двете..
Отделните компоненти на 19S регулаторната частица имат и други функции. Така например един от компонентите – ганкирин е описан онкоген, който може да асоциира циклин-зависимата киназа CDK4 - важен регулаторен белтък в прогресията на клетъчния цикъл. Ганкиринът има съществена роля при разграждането на p53, счита се за антиапоптотичен фактор, а нивата му в клетката често са значително повишени при туморни образувания .

### 11S регулаторна частица
20S сърцевинната частица може да асоциира и с различен тип регулаторна частица, означаван като 11S. 11S регулаторните частици, нямат АТФазна активност и взимат участие в разграждането на малки пептиди, но не и на цели белтъци. Счита се, че тази специфика се дължи на липсата на разгъваща активност, обезпечавана от разграждането на АТФ.
Тази структура е известна още и като PA28 или REG. Механизмът и структурните особености, чрез които се свързва с 20S сърцевинната частица са сходни с тези на 19S частицата . Експресиата на белтъците, отговорни за изграждането на 11S частицата, се стимулира от интерферон гама, заедно с тези на имунопротеазомните β-субединици. Това се счита за начин за генериране на пептиди за основния комплекс за тъканна съвместимост .